# サム・ハウエル
サミュエル・デューク・ハウエル（Samuel Duke Howell, 2000年9月16日 - ）は、アメリカ合衆国ノースカロライナ州ウェインズビル出身のプロアメリカンフットボール選手。NFLのシアトル・シーホークスに所属している。ポジションはクォーターバック。韓国系アメリカ人である。

## 経歴

### ハイスクール
高校卒業後はフロリダ州立大学へ進学する予定だったが、これを撤回してノースカロライナ大学へ進学した。

### カレッジ
1年目の2019年シーズンから先発を務めた。ノースカロライナ大学の1年生QBが先発を務め、試合に勝利したのは史上初であった。このシーズンは3347パス獲得ヤード、35のパッシングTDを記録し、テンプル大学とのミリタリーボウルではMVPを受賞した。これらの活躍が評価され、ACCの新人王を受賞した。

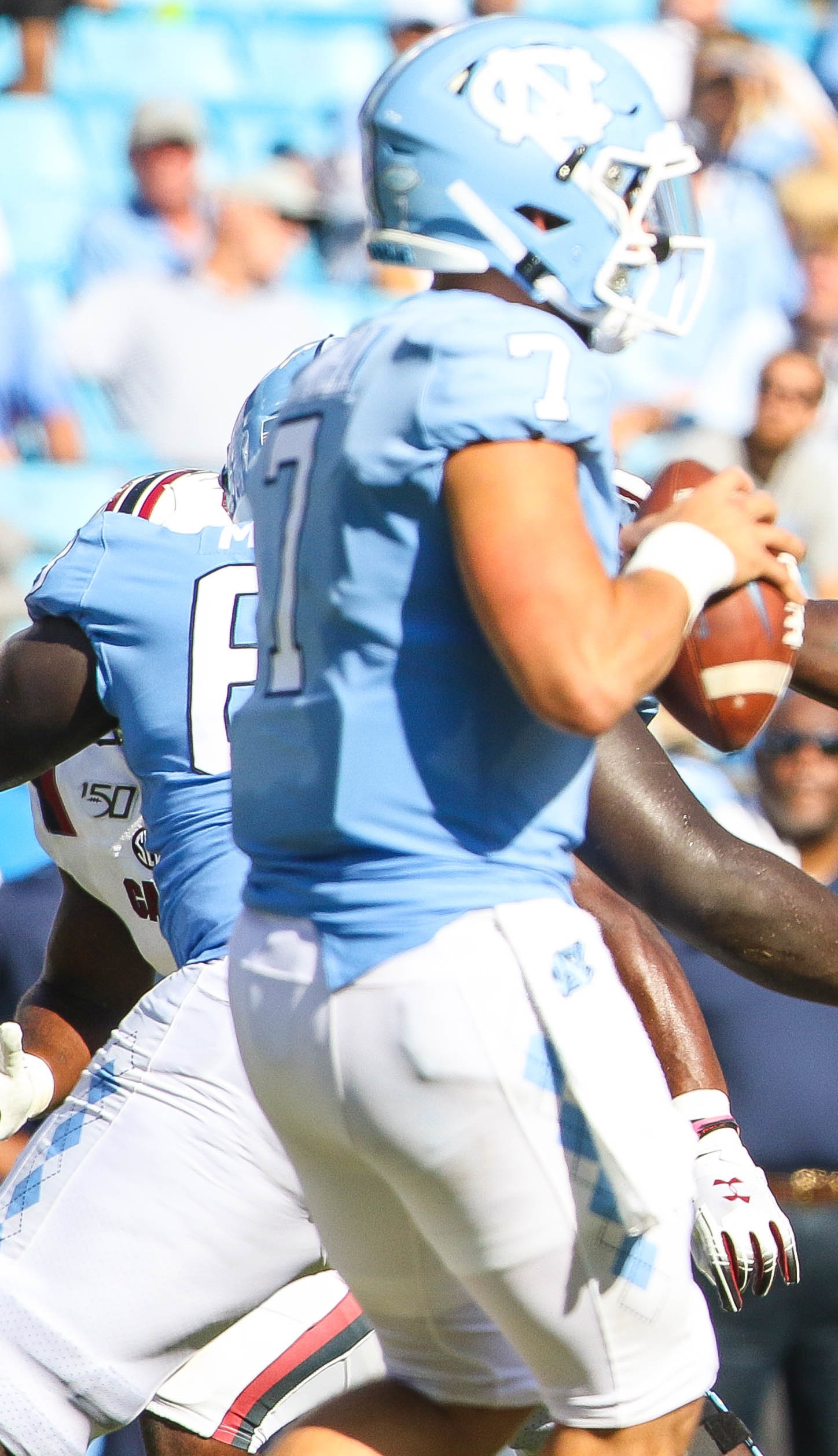
ノースカロライナ大学でのハウエル
（2019年）

2020年シーズンは3586パス獲得ヤード、30のパッシングTDを記録し、オールACCセカンドチームに選出された。
2021年シーズン、第2週のジョージア州立大学戦で352パス獲得ヤード、104ラン獲得ヤードを記録し、翌週のバージニア大学戦では307パス獲得ヤード、112ラン獲得ヤードを記録。カレッジフットボールのパワー5カンファレンスにおいて、2試合連続で300パス獲得ヤード、100ラン獲得ヤードを記録したのはラマー・ジャクソン以来であった。このシーズン終了後、2022年のNFLドラフトにアーリーエントリーした。

#### 個人成績
| シーズン         | 試合             | 試合             | パス             | パス             | パス             | パス             | パス             | パス             | パス             | パス             | ラン             | ラン             | ラン             | ラン             | レシーブ         | レシーブ         | レシーブ         | レシーブ         |
| シーズン         | GP               | GS               | Cmp              | Att              | Pct              | Yds              | Y/A              | TD               | Int              | Rtg              | Att              | Yds              | Avg              | TD               | Rec              | Yds              | Avg              | TD               |
| ノースカロライナ | ノースカロライナ | ノースカロライナ | ノースカロライナ | ノースカロライナ | ノースカロライナ | ノースカロライナ | ノースカロライナ | ノースカロライナ | ノースカロライナ | ノースカロライナ | ノースカロライナ | ノースカロライナ | ノースカロライナ | ノースカロライナ | ノースカロライナ | ノースカロライナ | ノースカロライナ | ノースカロライナ |
| ---------------- | ---------------- | ---------------- | ---------------- | ---------------- | ---------------- | ---------------- | ---------------- | ---------------- | ---------------- | ---------------- | ---------------- | ---------------- | ---------------- | ---------------- | ---------------- | ---------------- | ---------------- | ---------------- |
| 2019             | 13               | 13               | 259              | 422              | 61.4             | 3641             | 8.6              | 38               | 7                | 160.2            | 94               | 35               | 0.4              | 1                | 3                | 23               | 7.7              | 1                |
| 2020             | 12               | 12               | 237              | 348              | 68.1             | 3586             | 10.3             | 30               | 7                | 179.1            | 92               | 146              | 1.6              | 5                | 1                | 1                | 1.0              | 1                |
| 2021             | 12               | 12               | 217              | 347              | 62.5             | 3056             | 8.8              | 24               | 9                | 154.2            | 183              | 828              | 4.5              | 11               | 0                | 0                | 0.0              | 0                |
| 通算             | 37               | 37               | 713              | 1117             | 63.8             | 10283            | 9.2              | 92               | 23               | 164.2            | 369              | 1009             | 2.8              | 17               | 4                | 24               | 6.0              | 2                |

### ワシントン・コマンダース
当初は上位指名も予想されていたが、結果的には全体144位でワシントン・コマンダースから指名され、その後ルーキー契約を結んだ。

#### 2022年シーズン
シーズン最終戦となった第18週のダラス・カウボーイズ戦で初先発してNFLデビューを果たし、169パス獲得ヤードを記録して勝利した。

#### 2023年シーズン
シーズン全試合に先発出場したが、リーグワーストとなる21個のインターセプトを記録してしまい、チームも4勝13敗と大きく負け越した。

### シアトル・シーホークス
2024年3月14日に同年のドラフト3巡目、5巡目指名権とのトレードで、ドラフト4巡目、6巡目指名権と共にシアトル・シーホークスへ移籍した。

## 人物
鶏肉を好み、牛肉や魚介類を食べたことがない。